# Magasinet, Malmö

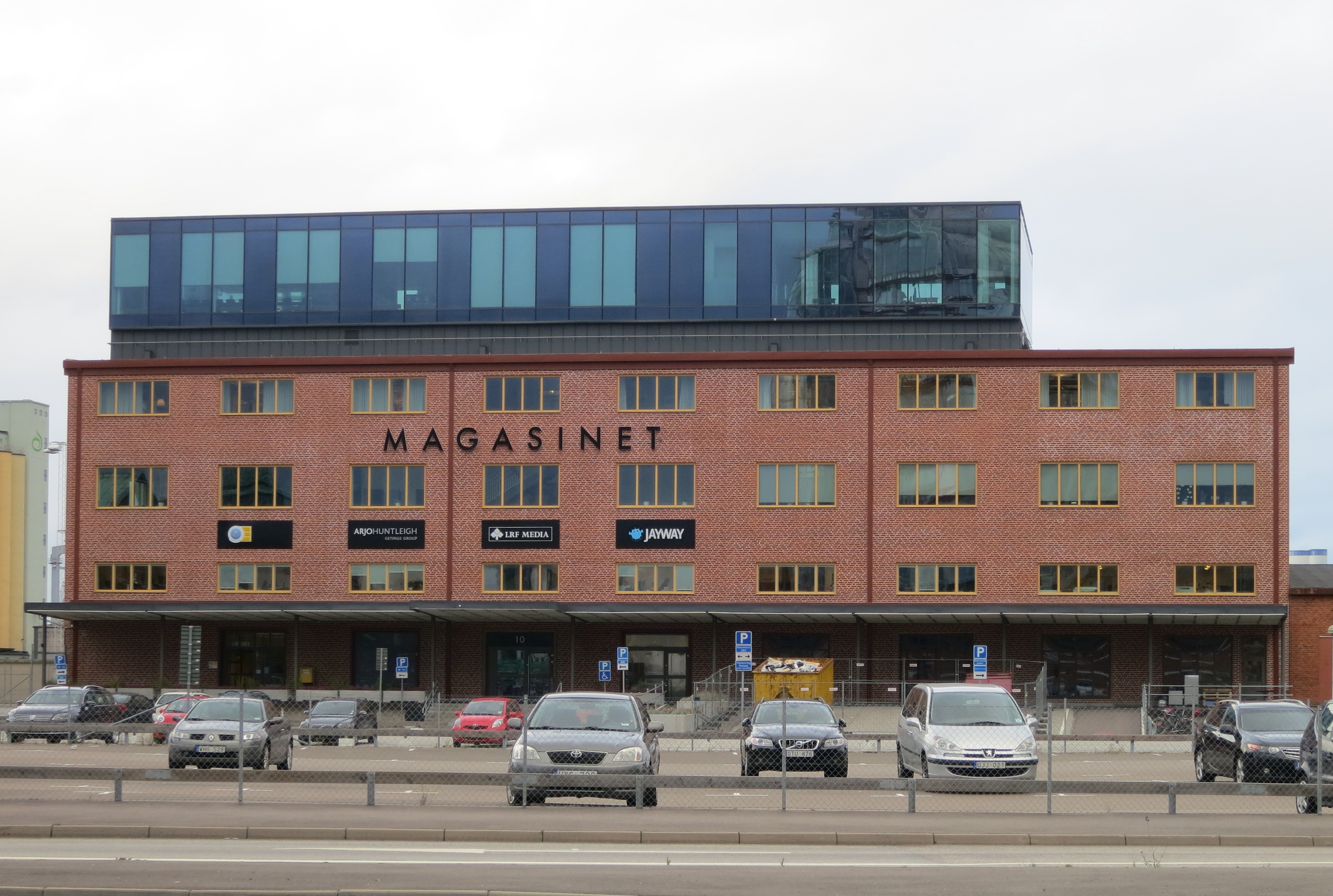
Magasinet, Nyhamnen, Malmö

Magasinet är en kontorsbyggnad belägen på Stockholmskajen i Nyhamnen i Malmö. Byggnaden ritades som magasinbyggnad 1951 av arkitekten Tage Møller och med sin trapputformning (för att underlätta avlastning från fartyg) kom att bli den inre hamnens mest karaktäristiska byggnad.
År 2012 totalrenoverade Wihlborgs Fastigheter byggnaden, men mycket av husets ursprungliga karaktär bevarades. Den största förändringen var att det tillkom ytterligare en våning på taket helt i glas, ritad av Metro Arkitekter. Fram till renoveringen gick fastigheten under namnet Stockholmsmagasinet, men därefter fick byggnaden det nya namnet Magasinet.